# Вийрма, Маргит
Ма́ргит Ви́йрма (эст. Margit Viirma; род. 26 июня 1992, Пайде, Эстония) — эстонская певица и шашистка. Многократная чемпионка Эстонии среди молодёжи. Обладательница бронзовых медалей женских чемпионатов Эстонии по международным шашкам (2008 год, 2007 год — блиц). Мать — Пирет Вийрма, эстонская шашистка, многократная чемпионка Эстонии по международным шашкам.
Маргит Вийрма — единственная женщина, которая участвовала в финальных матчах чемпионата Эстонии по международным шашкам среди мужчин в 2008 году.
В 2011 году Маргит окончила Таллинскую гимназию Нымме и стала изучать философию в Таллинском университете.
Как певица, стала известна благодаря исполнению песни Leader of the Gang. В 2011 году Вийрма участвовала в национальном конкурсе певцов «Таллин, я знаменит», где заняла третье место в финале.

## Фильмография
| год  | фильм       | роль    | режиссёр      |
| ---- | ----------- | ------- | ------------- |
| 2011 | Злой кролик | девушка | Эрик Таммемаэ |